# Hunt (higo)
Hunt es un cultivar de higuera de tipo Higo Común Ficus carica, unífera de higos pequeños de color de piel variegado bronce con bandas rojizas. Se cultiva principalmente en los estados con climas frescos y húmedos de los Estados Unidos, son capaces de ser cultivadas en USDA Hardiness Zones 7 a 10.

## Sinonimia
- „Hunts“.[4]

## Historia
El origen y la identidad exacta de esta higuera en el mundo antiguo se desconoce
.
'Hunt' es un pequeño higo marrón, criado por el obtentor E. W. Hunt de Eatonton, Georgia en la década de 1920. La característica distintiva es sus tallos largos y delgados que ayudan a drenar el agua de la lluvia por lo que se adapta bien en las zonas lluviosas del sur.

## Características
La higuera 'Hunt' es una variedad unífera de tipo Higo Común, muy resistente al frío. Las higueras 'Hunt' tienen una fruta con un tallo grueso pero largo, lo que permite que la fruta cuelgue a medida que madura. A este hábito se agrega su resistencia a la putrefacción, ya que el ostiolo del higo está adaptado para que el agua de la lluvia no penetre. Larga temporada de maduración de julio a septiembre. Los árboles son productores muy confiables. Rico sabor dulce.
Los higos 'Hunt' tienen forma piriforme, de color variegado bronce con bandas rojizas y con pulpa color ámbar teñida de color fresa, sabor afrutado y madura en julio. USDA Hardiness Zones 7 a 10. Los tallos delgados y variables de 1 a 3/4" de largo ayudan a drenar la lluvia. Hoja con base subcordada, con 3 a 5 lóbulos. Muy buen sabor. Dulce y rico. No es un gran productor de frutos, pero una de sus cualidades es la de estar bien adaptado en las áreas lluviosas del Sur de los Estados Unidos. Merece pruebas en el Noroeste. Parece bastante resistente. Probablemente no es popular porque es difícil de propagar.

## Cultivo
Ya que 'Hunt', es un buen productor de higos muy dulces y ricos que se desarrollan muy bien en las zonas lluviosas de los estados del sur donde otros higos más grandes pierden su sabor o se abren antes de la maduración, es muy cultivado en huertos y jardines particulares de estas zonas. Su mayor inconveniente es su dificultad para enraizar sus esquejes